# Hotel Allotria
Hotel Allotria ist ein deutsches Musikfilmlustspiel aus dem Jahre 1956 von Ludwig Bender mit einem Ensemble damals junger Nachwuchsdarsteller in den Hauptrollen. Der Film wird gelegentlich auch unter dem Alternativtitel Saison in Oberbayern geführt.

## Handlung
Die jungen Hamburger Musiker Franz, Max, Egon und Paul beschließen, gemeinsam nach Oberbayern in den Urlaub zu fahren. Der Grund dafür: Sonnyboy Max hat sich in die fesche Christl verliebt, die Nichte der Besitzerin des dortigen Seehotels. Auf dem Weg dorthin, mit ihrem Miniaturfahrzeug namens „Spatz“, bleiben sie mit kochendem und dampfenden Motor liegen. Dabei begegnen die Vier drei jungen hübschen Damen, deren Ziel ebenfalls dieses Hotel ist. Eines der Mädels, die ebenso kesse wie hübsche Steffie Holthaus, hat ganz persönliche Gründe für die Reise in den bergigen Süden: Ihr Herr Papa, ein wohlhabender hanseatischer Kaufmann, hält seit geraumer Zeit Korrespondenz mit der Hotelchef aufrecht, und Steffie will wissen, ob dahinter mehr nur als ein loser Kontakt steht. Kaum jemand weiß, dass das schicke Seehotel kurz vor der Pleite steht. Der Grund dafür ist persönlicher Natur: Der mächtige Großbauer Kagerer hat schon seit langem ein Auge auf die Hotelbesitzerin geworfen, doch die lässt ihn regelmäßig abblitzen. Aus Rache boykottiert der abgewiesene Liebhaber seitdem mit allerlei Gegenmaßnahmen den Erfolg des Hotels; so lässt er beispielsweise alle Zufahrtswege, die über seinen Grund und Boden führen, kurzerhand sperren.
In Herrn von Krachenfels, der ebenfalls im Seehotel logiert, hat die Hotelière einen weiteren Verehrer gefunden. Doch der will sie lediglich schröpfen, ebenso wie ein bislang unbekannter Dieb, der seit geraumer Zeit des Nachts das Hotel aufsucht, um die reichen Gäste zu bestehlen. Jetzt halten nur noch Knecht Toni sowie die ehemaligen Sanitätsgefreiten Neumann und Altmann als Angestellte dem Haus die Treue und sorgen dafür, dass alles weiter wie bisher läuft. Da die beiden Ex-Gefreiten in der Zeit vor der Währungsreform ein „krummes Ding“ gedreht haben, kommen sie mächtig ins Schwitzen, als im Haus Kriminalrat Enzinger absteigt. Der Kriminale hat es aber nicht auf die beiden Ex-Schlawiner abgesehen, sondern ist hinter dem Heiratsschwindler Krachenfels her. Die Ankunft der Musiker sorgt für Schwung in der Bude, und mit ihrem musikalischen Effet krempeln Franz, Max, Egon und Paul das lahme Seehotel gründlich um und machen daraus das „Hotel Allotria“. Dem Kagererbauer bleibt nichts anderes übrig, als sich den neuen Realitäten zu stellen. Die vier Mädels finden in den vier jungen Männern neue Lebenspartner, und Enzinger kann, ausgerechnet mit Hilfe von Neu- und Altmann, den falschen Fuffziger Krachenfels, der sich soeben aus dem Staub machen wollte, dingfest machen.

## Produktionsnotizen
Hotel Allotria, oftmals auch geführt mit dem Zweittitel Saison in Oberbayern, entstand im Sommer 1956 in Hamburg und Bayern und wurde am 7. Dezember desselben Jahres uraufgeführt.
Jochen Genzow übernahm die Produktionsleitung, Peter Scharf schuf die Filmbauten. Horst-Rainer Erler war Benders Regieassistent.

## Musiktitel
Folgende Musiktitel (Komposition: Lotar Olias) werden gespielt:
- Wenn du mich verlässt … (Text: Heinz Woezel)
- Mambo Cubana (Text: Peter Mösser)
- Drei-Minuten-Rock (Text: Peter Mösser)
- Wander-Serenade (Text: Ernst Bader)
- Nanu (Text: Peter Mösser)
- Der schönste Tango meines Lebens (Text: Carl-Ulrich Blecher)
- So ein Leben führt keiner (Text: Peter Mösser)
- Du wirst ja alle Tage immer schöner (Text: Kurt Schwabach und Charles Arnberg)

## Kritik
Das Lexikon des Internationalen Films meinte kurz: „Musikunterhaltung auf bescheidenstem Niveau.“